# Кайралыколь
Кайралыколь (каз. Қайралыкөл, Қайранкөл) — озеро в Мендыкаринском районе Костанайской области Казахстана. Находится на западе села Речное (быв. свх им. Чапаева).
По данным топографической съёмки 1944 года, площадь поверхности озера составляет 1,46 км². Наибольшая длина озера — 1,4 км, наибольшая ширина — 1,4 км. Длина береговой линии составляет 4,3 км, развитие береговой линии — 1,01. Озеро расположено на высоте 157,4 м над уровнем моря.